# Scalarispongia scalaris
Scalarispongia scalaris es una esponja de la clase Demospongiae, que puebla los fondos del mar Mediterráneo.

## Taxonomía
En el pasado S. scalaris  se clasificaba en el género Cacospongia.

## Descripción
Forma colonias con aspecto de almohadillas carnosas a menudo lobuladas, de consistencia blanda y poco elástica, de color negruzco. La superficie es rugosa debido a la presencia de pequeños cónulos de 1-2 mm de altura. Los ósculos, de pequeño diámetro (0,7-1,5 mm), se encuentran en el centro de pequeñas depresiones suaves.
El aspecto macroscópico puede ser similar a la de Cacospongia sp. (Cacospongia proficens) pero también de especies pertenecientes a otras familias de Dictyoceratida como Spongia officinalis (Spongiidae) y Sarcotragus spinosulus (Irciniidae).
La diferenciación de algunas de estas especies se basa en caracteres microscópicos como la presencia de fibras de espongina (presente en S. spinosulus y ausente en S. scalaris) y en la disposición de las fibras: en S. scalaris las fibras primarias y secundarias se cruzan característicamente a 90 °, con un aspecto que recuerda a una escalera, de ahí el epíteto específico.

## Distribución y hábitat
Es endémica del mar Mediterráneo. Prefiere ambientes poco iluminados (cuevas, paredes orientadas al norte, zonas de sombra de comunidades vegetales), desde el nivel mesolitoral hasta los 70 m de profundidad.

## Galería de imágenes

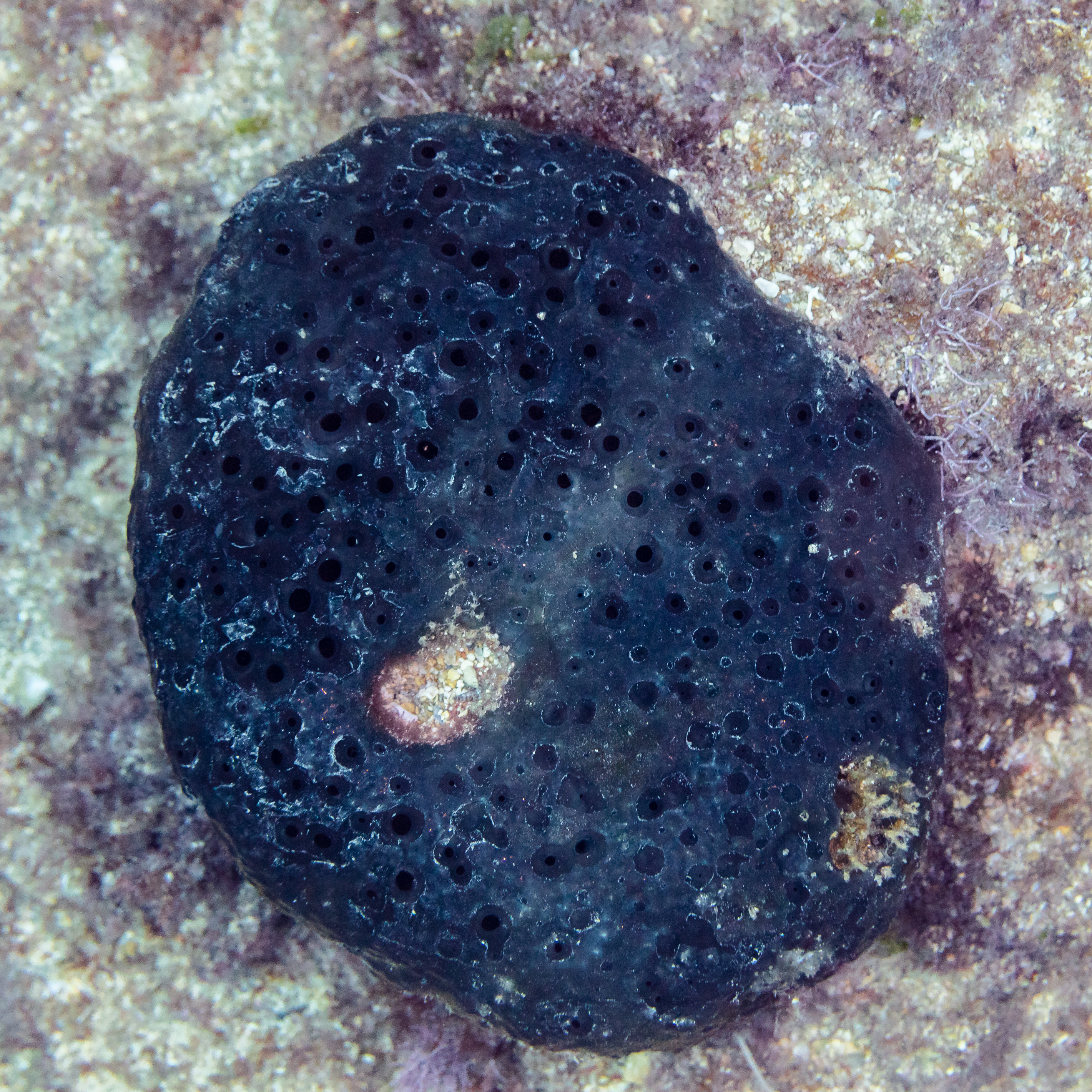
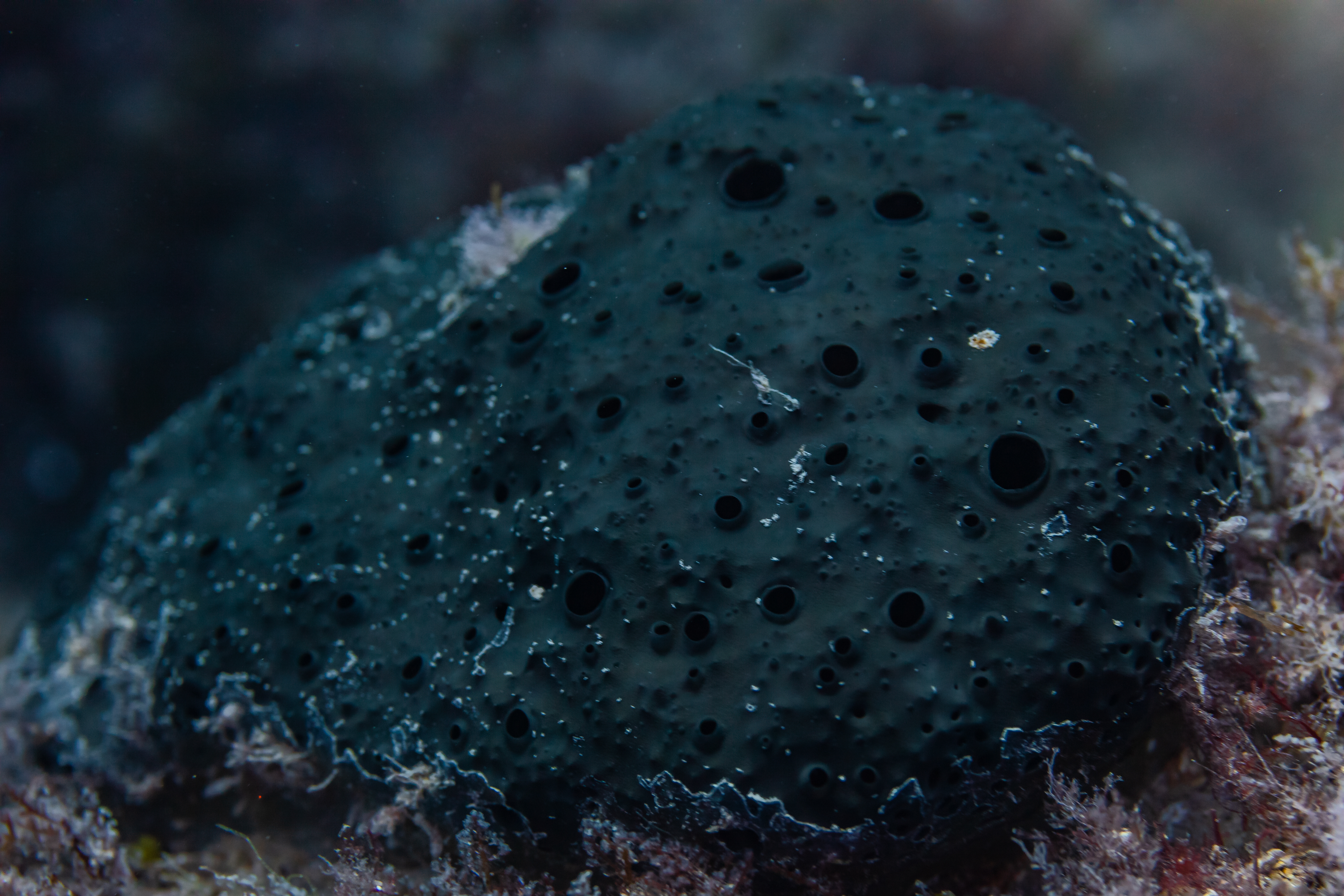
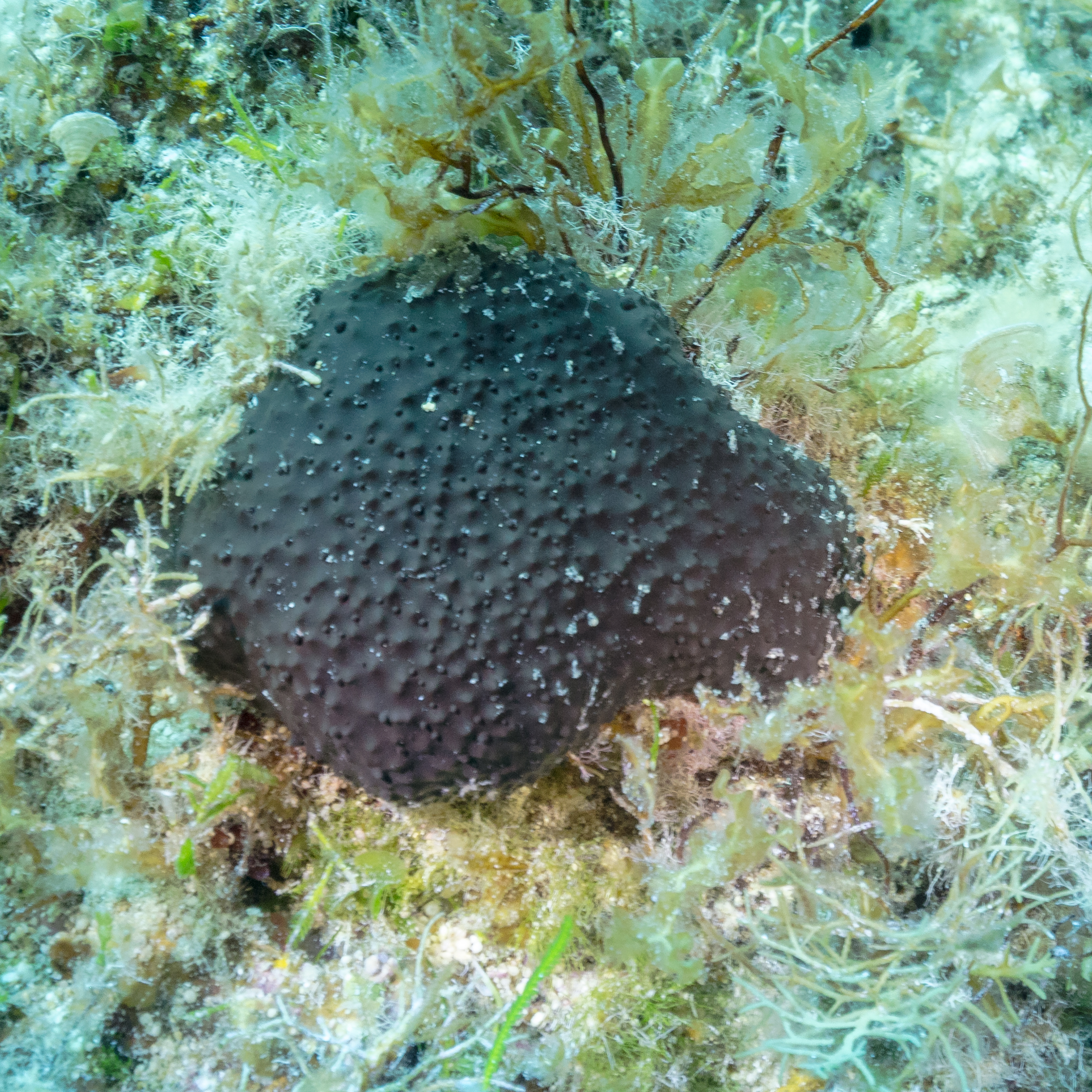
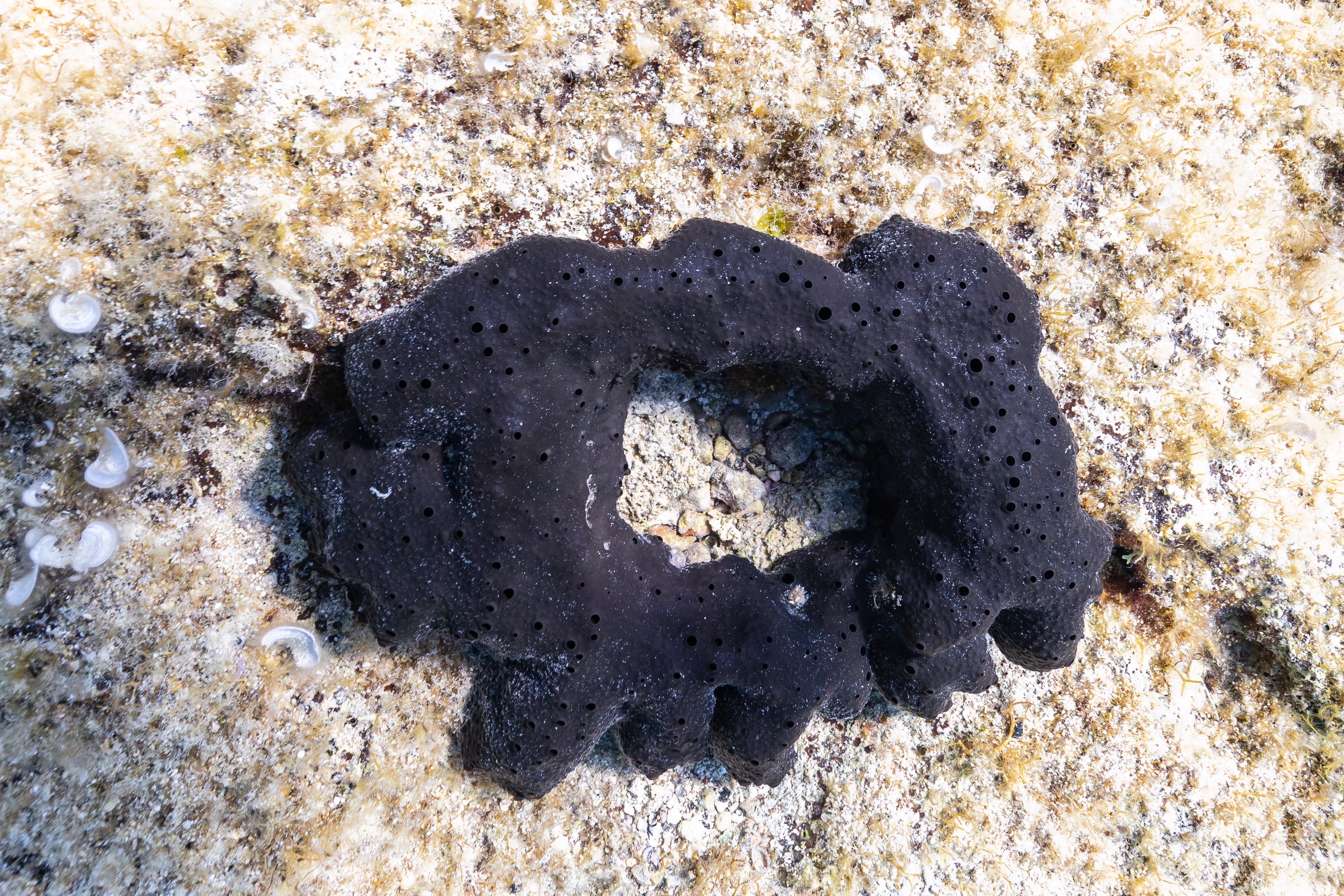
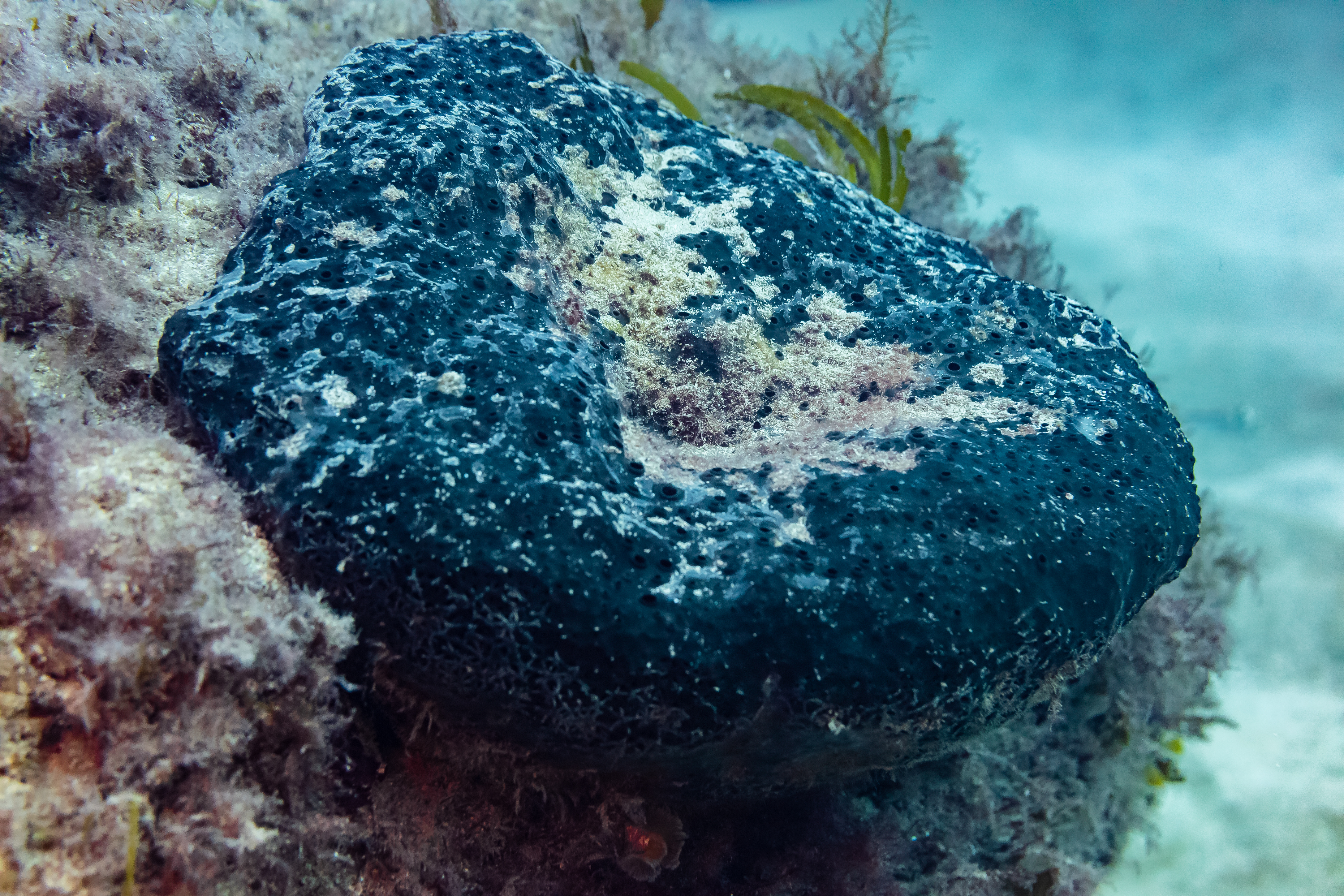